# Bayerham
Bayerham ist eine Ortschaft in der Gemeinde Seekirchen am Wallersee mit 158 Einwohnern (Stand 1. Jänner 2024) im Flachgau.

## Geographie
Bayerham liegt in der Katastralgemeinde Seewalchen. Unter anderem gehört Wallersee-Zell zur Ortschaft.

## Verkehr

### Öffentlicher Verkehr
Bayerham wird über die Bahnhaltestelle Wallersee ans Schienennetz angebunden. Die Bushaltestellen Bayerham Abzw und Zell Abzw binden Bayerham ans Busnetz an. 

### Straße
Der „Ortskern“ Bayerham ist über eine kleine Straße zu erreichen.